# Wih Ilang
Wih Ilang is een bestuurslaag in het regentschap Aceh Tengah van de provincie Atjeh, Indonesië. Wih Ilang telt 888 inwoners (volkstelling 2010).